# Nychiodes mauretanica
Nychiodes mauretanica là một loài bướm đêm trong họ Geometridae.